# 李树国
李树国（1954年4月—），男，汉族，吉林榆树人，中华人民共和国政治人物、第十二届全国人民代表大会吉林地区代表。

## 生平
1974年加入中国共产党。毕业于中央党校函授学院涉外经济专业。2013年，被选为全国人大代表。